# هرمان لينتس
هرمان لينتس Hermann Karl Lenz (1913 - 1998) هو أديب ألماني.
درس تاريخ الفن والفلسفة وعلم الآثار وعلم اللغة الألمانية في جامعتي هايدلبرغ وميونخ. تأثر من خلاله قراءاته المبكرة بأعمال موريكه وشتيفتر وشنيتسلر وهوفمانستال وغيرهم، وكتب تحت هذا التأثير أولى قصائده وأعماله النثرية. ونشر أولى أعماله في عام 1936 بديوان بعنوان «قصائد» ثم أتبعه بقصته «المنزل الهادئ» قبل أندلاع الحرب العالمية الثانية.
وفي عام 1940 تم إلحاقه بالخدمة في الجيش الألماني في فرنسا وروسيا، وأسره الجيش الأمريكي وظل في الأسر حتى عام 1946. وأثرت تجربة الحرب والمعاناة في كافة أعماله الأدبية. وينتقد لينتس الأفكار النازية، وتدور أحداث أعماله القصصية في أجواء تعود إلى فترة البيدرماير ونهاية القرن. وبعد عودته من الأسر كرس لينتس نفسه بجانب النشاط في المؤسسات الثقافية، للكتابة الأدبية.
أما أهم أعماله فهو سلسلة رواياته ذات طابع السيرة الذاتية، والتي بلغت عشرة روايات وتدور حول شخصية أويجن راب Eugen Rapp، وأولى تلك الروايات «غرف مهجورة» Verlassene Zimmer عام 1966 وآخرها رواية «أصدقاء» Freunde عام 1997. وتتبع تلك السلسلة التاريخ السياسي لألمانيا خلال القرن العشرين، بجانب تناول مراحل في الحياة الشخصية للمؤلف. وابرز تلك الروايات «أيام أخرى» Andere Tage و«العصر الجديد» Neue Zeit والتي تتناول المواجهات اليومية مع النظام النازي في عهد هتلر. ومن مبادئ لينتس في الكتابة الأسلوب الذاتي «الكتابة كما يكون الإنسان». ويسعى إلى إكساب تفاصيل الحياة اليومية خلفية وجدانية وميتافيزيقية، ليندمج الماضي والحاضر معا. ومن أبرز أساليبه ما يسميه بالحوار الداخلي، والذي يعرض لوجهات نظر ومشاعر الشخصيات.
كما نشر لينتس الكثير من القصائد ذات المستوى الرفيع. وحصل على العديد من الجوائز الأدبية منها جائزة جوتفريد كيلر عام 1983 وجائزة بتراركا 1987.

## روابط خارجية
- هرمان لينتس على موقع مونزينجر (الألمانية)
- هرمان لينتس على موقع ميوزك برينز (الإنجليزية)
- هرمان لينتس على موقع ديسكوغز (الإنجليزية)